# Юмурда
Ю́мурда (латыш. Jumurda) — село в Эргльском крае Латвии, административный центр Юмурдской волости.
Расположено на берегах озера Юмурда, в 7 км от краевого центра и в 113 км от Риги. У села проходит автодорога P33. По данным на 2017 год, в населённом пункте проживало 83 человека.
В селе имеются библиотека, фельдшерский пункт, почтовое отделение, магазин, гостиница «Jumurdas muiža», а также ряд мелких предприятий.

## История
В XVI веке поместье Юмурда принадлежало барону Тизенхаузену. В 1784 году его выкупил рижский старейшина Адам Генрих фон Гроте. В 1852 году поместье перешло к Эдуарду фон Гроте.
Усадебное хозяйство Юмурда сформировалось в XVII веке. На рубеже XVIII—XIX веков в усадьбе был спланирован ландшафтный парк.
Главное здание усадьбы (замок) было построено в 1856 году. В 1905 году замок был разрушен, восстанавливался с 1906 по 1909 год.
При освобождении Латвии во время Великой Отечественной войны в окрестностях села шли ожесточенные бои.
В послевоенные годы село было центральной усадьбой организованного колхоза «Советская земля».
В 2000-е годы здание замка перестроено в отель, воссозданы исторические конюшни, хозяйственные постройки, дома для прислуги.

## Достопримечательности

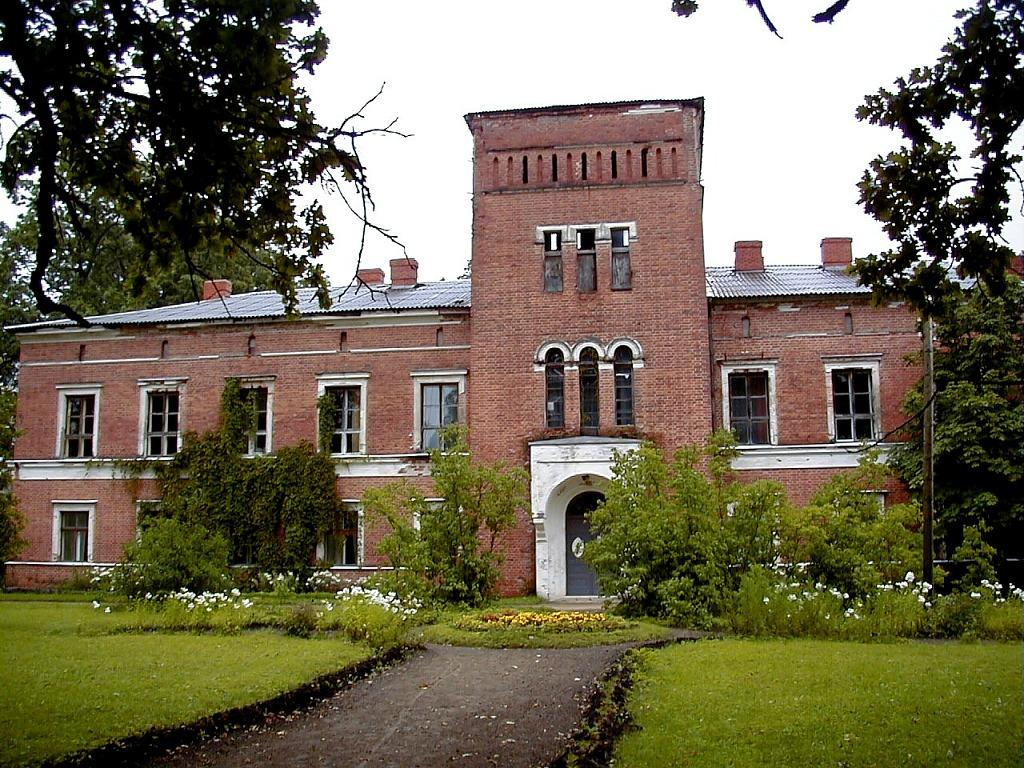

- Замок бывшего Юмурдского поместья.

## Известные жители
- Родился Карл Плауде (1897—1975) — в будущем советский латвийский учёный, академик АН Латвийской ССР, член-корреспондент АН СССР, президент АН Латвийской ССР в 1960—1970 гг[4][5].
- С 1872 по 1874 год жил и работал латышский писатель Андрей Пумпур.